# Sien, Birkenfeld
Sien là một đô thị thuộc huyện Birkenfeld, trong bang Rheinland-Pfalz, phía tây nước Đức. Đô thị Sien, Birkenfeld có diện tích 8,47 km², dân số thời điểm ngày 31 tháng 12 năm 2006 là 581 người.